# Boyertown
Boyertown é um distrito localizado no estado norte-americano de Pensilvânia, no Condado de Berks.

## Demografia
Segundo o censo norte-americano de 2000, a sua população era de 3940 habitantes.
Em 2006, foi estimada uma população de 3958, um aumento de 18 (0.5%).

## Geografia
De acordo com o United States Census Bureau tem uma área de
2,1 km², dos quais 2,1 km² cobertos por terra e 0,0 km² cobertos por água. Boyertown localiza-se a aproximadamente 122 m acima do nível do mar.

## Localidades na vizinhança
O diagrama seguinte representa as localidades num raio de 12 km ao redor de Boyertown.